# Cryptocarya paucinervia
Cryptocarya paucinervia är en lagerväxtart som beskrevs av James Sykes Gamble. Cryptocarya paucinervia ingår i släktet Cryptocarya och familjen lagerväxter. Inga underarter finns listade i Catalogue of Life.